# Braddock Hills
Braddock Hills es un borough ubicado en el condado de Allegheny en el estado estadounidense de Pensilvania. En el año 2000 tenía una población de 1998 habitantes y una densidad poblacional de 795.5 personas por km².

## Geografía
Braddock Hills se encuentra ubicado en las coordenadas 40°25′12″N 79°51′57″O / 40.42000, -79.86583.

## Demografía
Según la Oficina del Censo en 2000 los ingresos medios por hogar en la localidad eran de $30 382 y los ingresos medios por familia eran $40 517. Los hombres tenían unos ingresos medios de $32 434 frente a los $24 009 para las mujeres. La renta per cápita para la localidad era de $18 545. Alrededor del 13.1% de la población estaba por debajo del umbral de pobreza.